# Три монеты
«Три монеты» (лат. Trinummus) — комедия-паллиата римского драматурга Тита Макция Плавта, написанная и поставленная после 194 года до н. э.
Греческим первоисточником для Плавта в этом случае стала комедия Филемона «Сокровище». Точную дату постановки «Трёх монет» сохранившиеся источники не сообщают, но ценные для датировки данные содержатся в тексте самой пьесы. Там упоминаются новые эдилы, а значит, постановка имела место вскоре после вступления этих магистратов в должность, которое традиционно приходилось на март. В апреле в Риме устраивались Мегалесийские игры, а драматические представления начали включать в их состав в 194 году до н. э. Кроме того, в «Трёх монетах» упоминаются македонские монеты, которые часто встречались в Риме после триумфа Тита Квинкция Фламинина, состоявшегося в том же году. Таким образом, пьеса была написана и поставлена после 194 года и до 184, когда Плавт умер.
От других произведений Плавта «Три монеты» отличаются тем, что пролог не содержит пересказ содержания. Кроме того, девушка, вокруг замужества которой выстроен весь сюжет, не появляется на сцене — её только упоминают в своих репликах другие персонажи. Возможно, в труппе тогда просто не было молодых актёров, один из которых смог бы сыграть женщину.